# أوزليم توريشي
أوزليم توريشي طبيبة ألمانية من أصول تركية، وعالمة المناعة وسيدة أعمال. وهي المؤسسة المشاركة والرئيسة الطبية لشركة بيوأنتك، ورئيسة جمعية العلاج المناعي للسرطان، ورئيسة مجموعة التدخل المناعي الفردي ومحاضرة في جامعة ماينتس. وتعتبر رائدة في العلاج المناعي للسرطان.
في عام 2001 أسست شركة Ganymed Pharmaceuticals، ثم أصبحت الرئيس التنفيذي لها في عام 2008. تم الاستحواذ على Ganymed لاحقًا كشركة تابعة من قبل أستيلاس في عام 2016 مقابل 1.3 مليار يورو، وكانت هذه أكبر صفقة تكنولوجيا حيوية في ألمانيا حتى الآن.
خلال جائحة فيروس كورونا في عام 2020، بدأت في تركيز أبحاثها على إيجاد لقاح ضد فيروس كورونا المرتبط بالمتلازمة التنفسية الحادة الشديدة النوع 2 (SARS-CoV-2)، بالشراكة مع شركة فايزر (Pfizer). وفي 11 نوفمبر 2020 أفادت شركة فايزر أن لقاح كوفيد-19 الذي طورته وفريقها فعال بنسبة تزيد عن 90 بالمائة في الوقاية من المرض.

## حياتها الشخصية
ولدت توريتشي في كلوبنبورغ بساكسونيا السفلى، لأبوين من المهاجرين الأتراك. كان والدها جراحًا في مستشفى كاثوليكي في لاستروب في كلوبنبورغ. في مرحلة مبكرة أرادت أن تصبح راهبة كاثوليكية ولكن انتهى بها المطاف بدراسة الطب. ووصفت نفسها بأنها «بروسية تركية». حصلت على دكتوراه الطب من كلية الطب بجامعة سارلاند، وهي من بين أغنى 100 ألماني.
تزوجت من أوغور شاهين منذ عام 2002. ولديهما ابنة واحدة. وفي يوم زواجهما عادوا إلى مختبرهما بعد الزفاف.